# Холлидей, Джуди
Джуди Холлидей (англ. Judy Holliday, урождённая Джудит Тувим (англ. Judith Tuvim), 21 июня 1921 — 7 июня 1965) — американская актриса, обладательница премии «Оскар» за лучшую женскую роль.

## Биография
Холлидей родилась в Нью-Йорке в семье евреев — выходцев из Российской империи. В декабре 1938 года она перевела свою фамилию Тувим на английский как Холлидей и стала выступать в ночных клубах в составе комического квартета The Revuers. Успех был таков, что вскоре ей было предложено сниматься в кинофильмах.
Несмотря на запоминающуюся роль в комедии «Ребро Адама» (1949), в течение 1940-х Холлидей продолжала работать на Бродвее. Особенным успехом среди её репертуара пользовался спектакль «Рождённая вчера». Когда в 1950 году встал вопрос о его переносе на большой экран, исполнить заглавную роль было предложено именно Холидей. За эту работу ей были присуждены премии «Золотой глобус» и «Оскар» — несмотря на наличие в том году таких серьёзных соперниц, как Глория Свенсон («Бульвар Сансет») и Бетт Дейвис («Всё о Еве»).
Необычайный успех Холлидей вызвал подозрения маккартистов, и ФБР приступило к расследованию её предполагаемых связей с коммунистами. Её имя упоминалось в «Чёрном списке» Голливуда. Эта шумиха в сущности подорвала её кинокарьеру, хотя никаких компрометирующих Холлидей материалов выявлено не было. Принято считать, что перед следователями актриса блестяще исполнила роль «тупой блондинки», которая удавалась ей лучше всего.
Продолжая карьеру на подмостках Бродвея, Холлидей выиграла в 1957 году премию «Тони» за роль в мюзикле «Колокола звонят», а три года спустя исполнила её же в киноверсии мюзикла.
Актриса умерла от рака груди в возрасте 43 лет. Похоронена на кладбище Уэстчестер-Хиллз в Гастингсе-на-Гудзоне (штат Нью-Йорк). За свой вклад в киноиндустрию США удостоена звезды на Голливудской аллее славы.

## Фильмография
| Год  |   | Русское название             | Оригинальное название         | Роль                           |
| ---- | - | ---------------------------- | ----------------------------- | ------------------------------ |
| 1938 | ф | Слишком много Джонсона       | Too Much Johnson              | Эпизод                         |
| 1944 | ф | Деревня Гринвич              | Greenwich Village             | Revuer                         |
| 1944 | ф | Кое-что для мальчиков        | Something for the Boys        | Сварщик оборонного завода      |
| 1944 | ф | Крылатая победа              | Winged Victory                | Рут Миллер                     |
| 1949 | с |                              | The Ford Theatre Hour         |                                |
| 1949 | ф | Ребро Адама                  | Adam's Rib                    | Дорис Эттинджер                |
| 1949 | ф | Увольнение в город           | On the Town                   | Дэйзи                          |
| 1950 | ф | Рождённая вчера              | Born Yesterday                | Эмма 'Билли' Даун              |
| 1952 | ф |                              | The Marrying Kind             | 'Флорри' Кифер                 |
| 1954 | ф | Это должно произойти с тобой | It Should Happen to You       | Глэдис Гловер                  |
| 1954 | с |                              | Goodyear Television Playhouse |                                |
| 1954 | с | Вечеринка Артура Мюррея      | The Arthur Murray Party       |                                |
| 1954 | ф | Пффф                         | Phffft                        | Нина Трейси, урожденная Чепмен |
| 1956 | ф | Золотой кадиллак             | The Solid Gold Cadillac       | Лора Партридж                  |
| 1956 | ф | Полнота жизни                | Full of Life                  | Эмили Рокко                    |
| 1960 | ф | Колокола звонят              | Bells Are Ringing             | Элла Питерсон                  |